# Luci Atili (legat 168 aC)
Luci Atili (en llatí: Lucius Atilius) va ser un militar romà del segle ii aC. Formava part de la gens Atília, una antiga gens romana.
Va servir a la flota de Gneu Octavi, i va ser enviat l'any 168 aC pel cònsol Luci Emili Paule Macedònic a Samotràcia per demanar l'entrega del rei Perseu de Macedònia, que s'havia refugiat a l'illa. Atili es va dirigir a l'assemblea de l'illa amb aquesta petició i en va aconseguir el suport, i finalment Perseu va ser portat a Roma.